# Artère profonde de la cuisse
L’artère profonde de la cuisse, ou artère fémorale profonde, est une artère du membre inférieur située au niveau de la cuisse.

## Origine
L’artère profonde de la cuisse est issue de la face postérieure de l'artère fémorale. C'est la collatérale principale et la plus volumineuse de l'artère fémorale.

## Trajet
L’artère profonde de la cuisse passe devant le muscle pectiné, puis entre les muscles long adducteur et court adducteur. Elle se termine en perforant ce dernier muscle.

## Collatérales

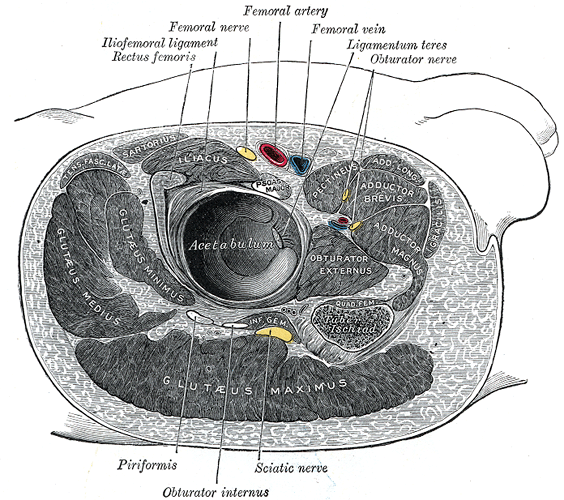
Diverses structures entourant l'articulation coxo-fémorale, sur une coupe de la région.

L'artère profonde de la cuisse donne deux collatérales quasiment dès son origine: d'abord l'artère circonflexe fémorale médiale, puis l'artère circonflexe fémorale latérale.
Suivent ensuite les artères perforantes de la cuisse, en général au nombre de trois, la troisième constituant la branche terminale de l'artère profonde de la cuisse.

### Artère circonflexe médiale de la cuisse
L'artère circonflexe médiale possède deux rameaux, un ascendant et un descendant. Elle passe entre les muscles pectiné et ilio-psoas, cheminant ainsi sous le col du fémur puis en arrière.
- Par son rameau ascendant, elle vascularise la face postérieure de l'articulation coxo-fémorale, et s'anastomose avec l'artère circonflexe latérale et avec l'artère glutéale inférieure en passant entre les muscles pectiné et carré fémoral.
- Par son rameau descendant, elle se redivise en trois rameaux 
  - Un rameau acétabulaire, inconstant, qui vascularise l'acetabulum.
  - Un rameau musculaire, pour les divers muscles adducteurs de la cuisse.
  - Un rameau anastomotique, s’anastomosant avec l'artère obturatrice.

### Artère circonflexe latérale de la cuisse
L'artère circonflexe latérale passe sur la base du grand trochanter, en direction latérale (vers le côté de la cuisse), et possède trois divisions :
- Un rameau ascendant, qui contourne en arrière le grand trochanter et s'anastomose avec l'artère circonflexe médiale. Il assure essentiellement la vascularisation du col et de la tête fémorale.
- Un rameau transverse, qui participe au réseau anastomotique de la hanche.
- Un rameau descendant, pour la vascularisation du muscle quadriceps fémoral

### Artères perforantes de la cuisse
Les trois artères perforantes vascularisent la face postérieure de la cuisse en passant entre les deux faisceaux du muscle court adducteur et en perforant le muscle grand adducteur. La troisième perforante est la terminale de l'artère fémorale profonde.

### Variation
L'artère circonflexe fémorale médiale peut naitre directement de l'artère fémorale (18% des cas).
L'artère circonflexe fémorale latérale peut naitre directement de l'artère fémorale (15% des cas).
Les artères circonflexes fémorales médiale et latérale peuvent naitre toutes les deux directement de l'artère fémorale (4% des cas) ou naissent d'un tronc commun (1% des cas).
Le rameau descendant de l'artère circonflexe fémorale latérale peut également naître directement de l'artère fémorale (3% des cas).